# Сазтерецький сільський округ
Сазтере́цький сільський округ (каз. Сазтерек ауылдық округі, рос. Сазтерекский сельский округ) — адміністративна одиниця у складі Байзацького району Жамбильської області Казахстану. Адміністративний центр — село Абай.
Населення — 1785 осіб (2021; 1502 у 2009, 1838 у 1999, 1698 у 1989).
Станом на 1989 рік існувала Сазтерецька сільська рада (села Абай, Актобе), село Жанасаз перебувало у складі Рівненської сільської ради. 1997 року було ліквідовано Сазтерецький сільський округ, територія увійшла до складу Жалгизтобинського сільського округу, село Жанасаз перебувало у складі Бурильського сільського округу. 2001 року зі складу Жалгизтобинського сільського округу виділено Мирзатайський сільський округ, у складі якого перебували села Абай та Актобе. 2002 року відновлено Сазтерецький сільський округ в існуючому складі. 2019 року до складу сільського округу була включена територія площею 0,12 км² державного земельного фонду.

## Склад
До складу округу входять такі населені пункти:
| Населений пункт | Старі назви | Населення, осіб (1989) | Населення, осіб (1999) | Населення, осіб (2009) | Населення, осіб (2021) |
| --------------- | ----------- | ---------------------- | ---------------------- | ---------------------- | ---------------------- |
| Абай, село      | -           | 1000                   | 1251                   | 941                    | 1180                   |
| Актобе, село    | -           | 436                    | 349                    | 359                    | 363                    |
| Жанасаз, село   | -           | 262                    | 238                    | 202                    | 242                    |